# 加布里埃爾·托馬斯

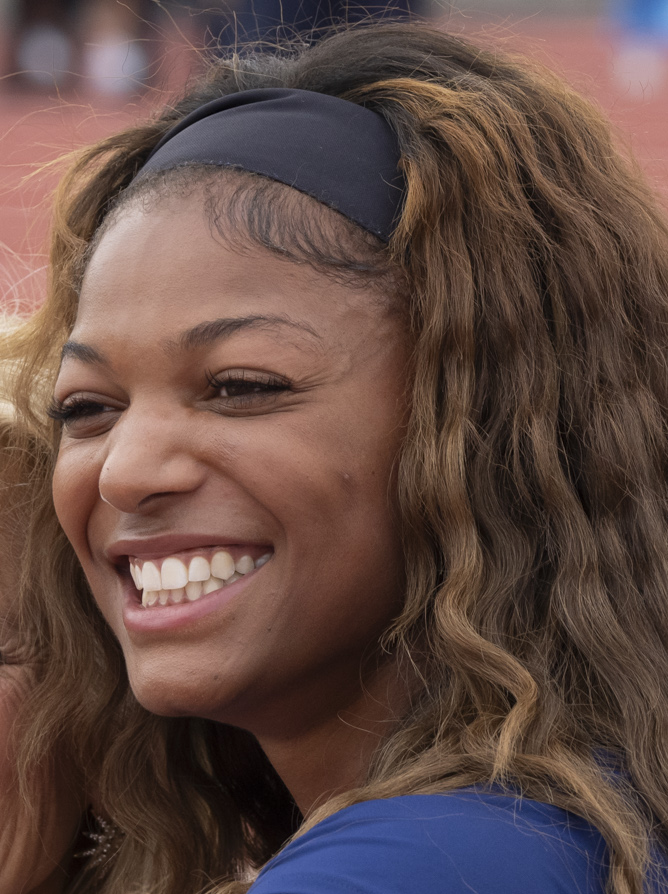
2024

加布里埃爾·托馬斯（英語：Gabrielle Thomas，1996年12月7日—），美國田徑運動員，她代表美國隊參加了日本舉行的2020年夏季奧林匹克運動會，並且在女子4×100米接力比賽上獲得銀牌，也在女子200米比賽上獲得銅牌。